# Pedroso e Seixezelo
Pedroso e Seixezelo (oficialmente União das Freguesias de Pedroso e Seixezelo) é uma freguesia portuguesa do município de Vila Nova de Gaia, com 20,88 km² de área e 20226 habitantes (censo de 2021). A sua densidade populacional é 968,7 hab./km².

## História
Foi criada aquando da reorganização administrativa de 2013, resultando da agregação das antigas freguesias de Pedroso e Seixezelo.

## Demografia
A população registada nos censos foi:
| Distribuição da População por Grupos Etários | Distribuição da População por Grupos Etários | Distribuição da População por Grupos Etários | Distribuição da População por Grupos Etários | Distribuição da População por Grupos Etários | Distribuição da População por Grupos Etários |
| -------------------------------------------- | -------------------------------------------- | -------------------------------------------- | -------------------------------------------- | -------------------------------------------- | -------------------------------------------- |
| Antes da agregação                           |                                              |                                              |                                              |                                              |                                              |
| Ano                                          | 0-14 anos                                    | 15-24 anos                                   | 25-64 anos                                   | >= 65 anos                                   | Total                                        |
| 2001                                         | 3541                                         | 3052                                         | 11269                                        | 2316                                         | 20178                                        |
| 2011                                         | 3150                                         | 2340                                         | 11886                                        | 3050                                         | 20426                                        |
| Após a agregação                             |                                              |                                              |                                              |                                              |                                              |
| Ano                                          | 0-14 anos                                    | 15-24 anos                                   | 25-64 anos                                   | >= 65 anos                                   | Total                                        |
| 2021                                         | 2675                                         | 2225                                         | 11061                                        | 4265                                         | 20226                                        |

## Património
- Capela de Nossa Senhora da Hora (Pedroso)
- Capela de São Bartolomeu (Pedroso) Em 1379 já existia no seu monte (Moutido) uma Ermida a S. Bartolomeu. A capela existe desde 1758 e possui um retábulo de grande qualidade reconstruído nos anos 50 e restaurado em 2010.

- Castro da Senhora da Saúde ou Monte Murado, que por Decreto de 1992 está classificado. Categoria: IIP - Imóvel de Interesse Público, Decreto n.º 26-A/92, DR, 1.ª série-B, n.º 126 de 01 junho 1992
- Mamoa da Raposa
- Mosteiro de Pedroso

- Pelourinho do Padrão
- Cruzeiro de Seixezelo
- Igreja Matriz de Seixezelo